# Antonella Scanavino
Antonella Scanavino Crespo (ur. 30 października 1992 w Maldonado) – urugwajska pływaczka, olimpijka z 2008 roku, kiedy zajęła przedostatnie, 48. miejsce w zawodach na 100 m stylem motylkowym (wyprzedziła tylko Simonę Muccioli z San Marino). W swoim wyścigu eliminacyjnym zajęła 2. miejsce z czasem 1:04,28. Była najmłodszą osobą reprezentującą Urugwaj na tych igrzyskach. Jest córką Carlosa Scanavino, który również startował w zawodach pływackich na igrzyskach olimpijskich, a także zdobył srebrny medal na igrzyskach panamerykańskich w 1987.